# Herrensee (Strausberg)
Der Herrensee ist ein Gewässer der Stadt Strausberg im Landkreis Märkisch-Oderland im Land Brandenburg.

## Lage
Der See liegt im Südosten der Gemarkung und wurde vom Rüdersdorfer Mühlenfließ durchflossen. Der Zufluss erfolgt dabei von Nordosten und wird als Annafließ bezeichnet. Der Abfluss lag im Südwesten. Er liegt seit einiger Zeit trocken, nachdem der Wasserspiegel des Sees deutlich gesunken ist.  Eine kleine marode Betonbrücke lässt den früheren Zustand noch ahnen. 
Westlich des Sees führt die Bahnstrecke Strausberg–Strausberg Nord entlang.

## Geschichte und Erschließung
Das Gebiet wurde im 20. Jahrhundert bereits unter Schutz gestellt und 2005 als Naturschutzgebiet Herrensee, Lange Dammwiesen und Barnimhänge dem Naturschutzgebiet Lange Dammwiesen und Unteres Annatal angeschlossen. Der See ist, erreichbar u. a. über die S-Bahn-Station Hegermühle, von der Oberförsterei Strausberg an der Garzauer Straße aus über einen etwa 4 km langen Rundweg erschlossen.
Seit 2012 befindet sich am südlichen Ufer des Sees an der Garzauer Straße ein Ruheforst.